# Samsung Galaxy M30
O Samsung Galaxy M30 é um phablet Android produzido pela Samsung Electronics. Foi lançado em 27 de fevereiro de 2019. O telefone vem com Android 8 (Oreo) com a camada de personalização One UI proprietária da Samsung, 32, 64 ou 128 GB de armazenamento interno e uma bateria Li-Po de 5000 mAh.

## Disponibilidade
O M30 destina-se principalmente ao mercado indiano, onde o modelo básico é vendido por 9999 rupias. É vendido exclusivamente na Amazon.in e na loja oficial da Samsung. Na China e em Taiwan é vendido como Samsung Galaxy A40s.

### Software
O M30 executa Android Oreo, agora atualizável para Android 10.

### Hardware
O M30 tem um ecrã FHD+ Super AMOLED de 6,4 polegadas. É alimentado pelo SoC Exynos 7904 com um processador octa-core de 14nm CPU e GPU Mali-G71, e possui uma bateria de 5000 mAh com carregamento rápido. É fornecido com 3 GB de RAM e 32 GB de ROM, 4 GB de RAM e 64 GB de ROM ou 6 GB de RAM e 128 GB de ROM. O armazenamento pode ser expandido através de uma ranhura para cartão microSD dedicada até 512 GB.
Tem um sistema de câmara tripla que inclui um sensor principal de 13 megapixéis, um sensor de profundidade de 5 megapixéis e um sensor ultra grande angular de 5 megapixéis. Inclui uma câmara frontal de 16 megapixéis.
O telemóvel tem um leitor de impressões digitais, 4G, VoLTE|VoLTE, WiFi, Bluetooth 5 e GPS. Inclui uma porta USB do tipo C.
O telemóvel possui certificação Widevine. L1, o que lhe permite transmitir conteúdo HD de diferentes sítios Web de transmissão de vídeo. Também suporta Dolby som surround Dolby ATMOS 360°. O Samsung Galaxy M30s vem com um ecrã de 6,4″ Super AMOLED Infinity-U FHD+ (1080×2340) de 6,4″ com um entalhe em forma de U para a câmara frontal, semelhante ao Samsung Galaxy M30s. Isto resulta numa relação ecrã/corpo de 90%. O ecrã tem uma relação de contraste de 78960:1 e um brilho máximo de 420 nits. O telefone possui uma bateria Li-Po de 5000 mAh que suporta carregamento rápido com fio de 15W.